# Scotopteryx disconudata
Scotopteryx disconudata är en fjärilsart som beskrevs av Franz Dannehl 1927. Scotopteryx disconudata ingår i släktet backmätare, och familjen mätare. Inga underarter finns listade.